# Abraham Kiptum
Abraham Kiptum (Kenya, 15 de setembre de 1989), és un atleta kenyà especialista en llarga distància. Va establir el rècord del món en mitja marató el 28 d'octubre de 2018.
L'any 2016 va participar en la Mitja marató de Madrid (1:01:52) i a la Mitja marató de Casablanca (1:01:26 h), també va fer primer en la marató de Porto l'any 2017 (1:00:06), i segon lloc a la mitja marató de Copenhaguen al setembre de 2018 amb 59:09, baixant per primera vegada de l'hora. Sis setmanes més tard, el 28 d'octubre, Kiptum va millorar el rècord mundial anterior d'Eritrea Zersenay Tadese de l'any 2010 a la Mitja marató de València amb un temps de 58:18, en una cursa molt ràpida, en la qual deu corredors van baixar de l'hora.
A la marató, a l'abril de 2015, Kiptum va fer tercer amb 2:11:36 al seu debut a la marató a Rabat, va guanyar la primera (2016) i segona edició (2017) de la Marató de la Ciutat de Lagos a Nigèria amb uns temps de 2:16:19 i 2:15:20 respectivament, en 2018 va guanyar també la Marató de Daegu a Corea del Sud amb un temps de 2:06:29

## Millors marques
- Mitja marató - 58:18 min (Mitja marató de València, 2018)[2]
- Marató - 2:05:26 h (Marató d'Amsterdam, 2017)[8]